# Gouvernorat de Médenine
Le gouvernorat de Médenine (arabe : ولاية مدنين), créé le 21 juin 1956, est l'un des 24 gouvernorats de la Tunisie. Il est situé dans le sud-est du pays, à la frontière tuniso-libyenne, et couvre une superficie de 9 167 km2, soit 5,2 % de la superficie du pays. Il abrite en 2024 une population de 537 255 habitants. Son chef-lieu est Médenine.

## Histoire

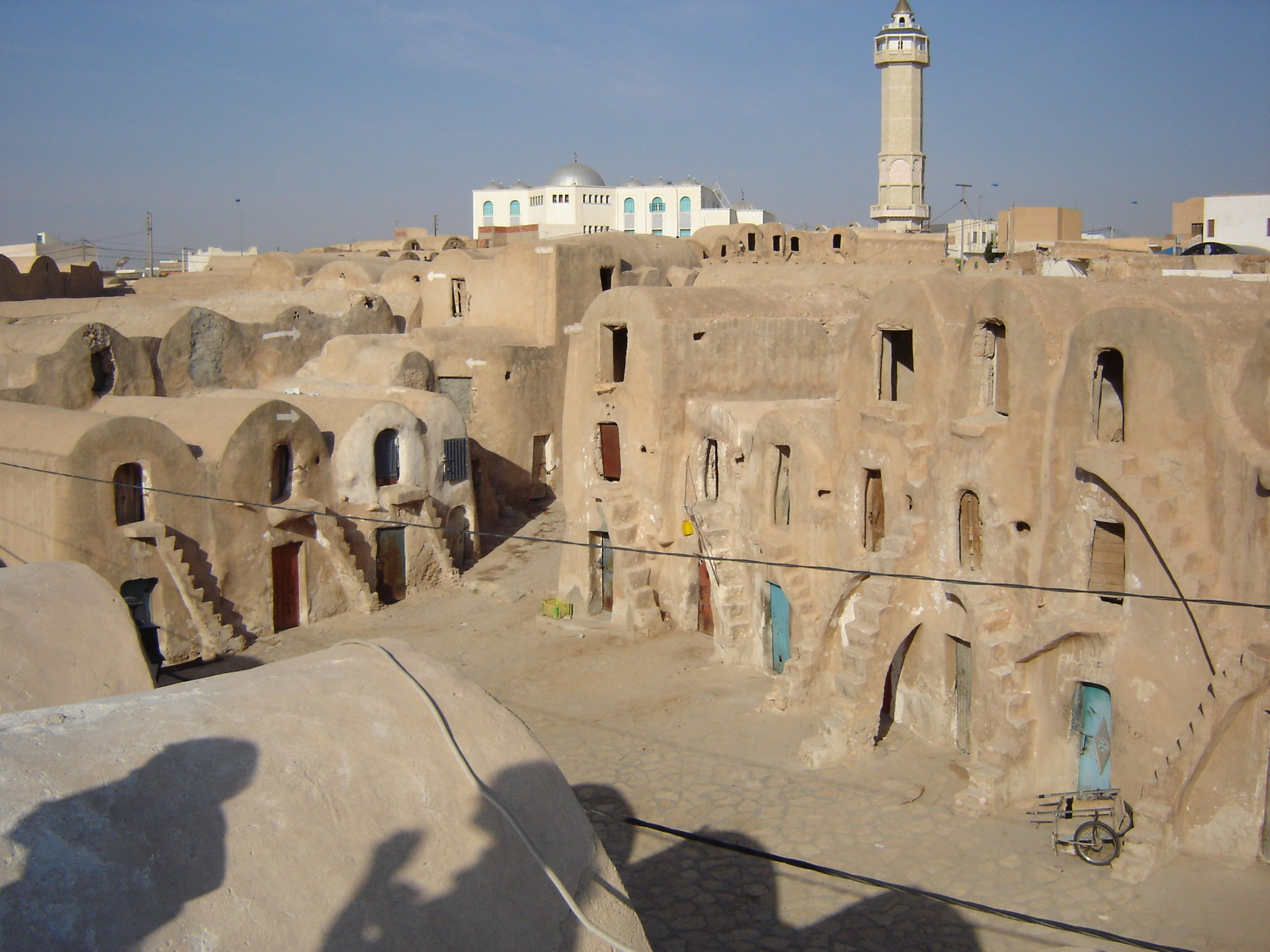
Complexe de ghorfas à Médenine.

Les diverses ruines que l'on trouve dans le gouvernorat attestent de sa longue et riche histoire, tant à l'intérieur (vestiges berbères dans les montagnes de Beni Khedache) que le long des côtes (ruines romaines de Gigthis près de Médenine).
Après la grande instabilité qui suit les invasions hilaliennes et les différentes révoltes intérieures, la sécurité et le calme reviennent dans la région à partir du début du XVe siècle, ce qui encourage les Berbères à descendre de leurs sanctuaires montagneux et à venir s'installer dans la plaine de la Djeffara ou sur l'île de Djerba (Beni Maaguel).
Ce mouvement coïncide avec l'arrivée de nombreux cheikhs almoravides venus de la lointaine Seguia el-Hamra ou de la proche Tripolitaine propager leur foi réformatrice. Certains parmi ces derniers parviennent à rassembler autour d'eux les tribus de la région.

## Géographie
Situé au sud-est de la Tunisie, il est limité par le gouvernorat de Gabès et la mer Méditerranée au nord, par le gouvernorat de Tataouine au sud, par la Libye et la mer Méditerranée (400 kilomètres de côtes dont l'île de Djerba) à l'est et le gouvernorat de Kébili à l'ouest. 
En hiver, la température se situe entre 7,5 à 18,5 °C et, en été, entre 22,5 à 36 °C. La pluviométrie annuelle est de 150 à 200 millimètres.
Administrativement, le gouvernorat est découpé en neuf délégations, dix municipalités et 94 imadas,.
| Délégation                                    | Population en 2024 (habitants) |
| --------------------------------------------- | ------------------------------ |
| Ben Gardane                                   | 90 504                         |
| Beni Khedache                                 | 26 847                         |
| Djerba - Ajim                                 | 24 166                         |
| Djerba - Houmt Souk                           | 89 228                         |
| Djerba - Midoun                               | 74 437                         |
| Médenine Nord                                 | 64 010                         |
| Médenine Sud                                  | 63 911                         |
| Sidi Makhlouf                                 | 28 444                         |
| Zarzis                                        | 75 708                         |
| Sources : Institut national de la statistique |                                |

## Politique

### Gouverneurs
Voici la liste des gouverneurs de Médenine depuis l'indépendance :
- Mohamed Bellamine (1956-1958)
- Habib Ben Mohamed Lahbib (1958-1962)
- Abdelhamid Kadhi (1962-1965)
- Abdelaziz Beltaïef (1965-1967)
- Mimoun Chatti (1967-1969)
- Frej Jabbes (1969-1970)
- Mehrez Bellamine (1970-1971)
- Salem Ben H'jal (1971-1973)
- Mahmoud El Ghoul (1973-1974)
- Salem Boumiza (1974-1978)
- Mohamed Hédi Bellakhoua (1978-1979)
- Salah Bhouri (1979-1987)
- Ali Chaouch (1987-1989)
- Mohamed Moncef Ayadi (1989-1990)
- Mohsen Harbi (1990-1991)
- Noureddine Naïja (1991-1992)
- Mohamed Sahbi Basly (1992-1993)
- Abderrahmane Limam (1993-6 juillet 1998)
- Frej Souissi (1998-2000)
- Mohamed Ben Salem (2000-2002)
- Jamaleddine Bouslimi (2002-2005)
- Kamel Ben Ali (2005-2007)
- Néjib Barkallah (2007-2008)
- Mourad Ben Jelloul (2008-2010)
- Brahim Briki (2010-2011)
- Hamadi Chetioui (2 février 2011, empêché d'exercer)
- Nabil Ferjani (2011-24 mars 2012)
- Hamadi Mayara (24 mars 2012-28 février 2014)
- Habib Chaouat (28 février 2014[4]-22 août 2015)
- Taher Matmati (22 août 2015[5]-29 octobre 2017)
- Habib Chaouat (29 octobre 2017[6]-5 août 2021)
- Saied Ben Zayed (26 novembre 2021[7]-8 septembre 2024)
- Walid Tabboubi (depuis le 8 septembre 2024[8])

### Maires
Voici la liste des maires des huit municipalités du gouvernorat de Médenine dont les conseils municipaux ont été élus le 6 mai 2018 et présidés par les maires suivants :
- Ben Gardane : Fethi Abab[9]
- Beni Khedache : Abdallah Saadaoui[10]
- Djerba - Ajim : Chahrazad Laghouan[9]
- Djerba - Houmt Souk : Hassine Jerad[9]
- Djerba - Midoun : Ridha Ben Younes[9]
- Médenine : Moncef Ben Yemna[11]
- Sidi Makhlouf : Imen Tabib[12]
- Zarzis : Mekki Laraiedh[9]

## Économie
La population active est répartie entre les secteurs suivants : l'agriculture et la pêche (19,4 %), l'industrie manufacturière (13,5 %), les travaux publics et bâtiments (15,4 %), les services (33,4 %) et l'administration et la santé (14,3 %).
L'agriculture, l'industrie et le tourisme sont les activités principales du gouvernorat. La région possède un potentiel agricole basé sur l'arboriculture qui occupe 82,5 % du total de la superficie cultivable (oliviers), l'élevage et la culture de pleins champs.
Voici les principaux produits agricoles (en tonnes par an) :
- Lait : 13 100 (litres) ;
- Huile d'olive : 24 000 ;
- Arboriculture : 7 000 ;
- Cultures maraîchères : 40 000 ;
- Céréaliculture : 10 000 ;
- Miel : 25 ;
- Laine : 475 ;
- Œufs : 43 millions d'unités.

90 entreprises industrielles sont implantées dans le gouvernorat dont neuf entreprises sont totalement exportatrices. Elles opèrent essentiellement dans les secteurs de l'agroalimentaire, les matériaux de construction ainsi que le textile et l'habillement. La région compte aussi 48 entreprises étrangères ou à capital mixte ayant dix emplois et plus qui opèrent essentiellement dans les secteurs du tourisme, de l'industrie et des services.
L'île de Djerba, qui est l'une des délégations du gouvernorat, a permis à la région d'être un pôle touristique de renommée internationale. Dans la région, il existe plus de 96 unités hôtelières de haut standing ayant une capacité totale de 35 000 lits et atteignant annuellement environ cinq millions de nuitées essentiellement à Djerba et Zarzis. Un terrain de golf et des centres de loisirs et des services annexes modernes existent également.

## Culture
- Festival du dromadaire de Ben Gardane.

## Sport

### Football
- Association sportive de Djerba ;
- Club olympique de Médenine ;
- Espérance sportive de Zarzis ;
- Espoir sportif de Jerba Midoun ;
- Union sportive de Ben Guerdane ;
- Zitouna sportive de Chammakh.

### Handball
- Association sportive féminine de Djerba ;
- Club olympique de Médenine.

## Jumelage
Le gouvernorat est jumelé avec :
- le département de l'Hérault (France) ;
- la région de Corse (France) ;
- la province de Syracuse (Italie).